# Melanostigma gelatinosum
Melanostigma gelatinosum är en fiskart som beskrevs av Günther, 1881. Melanostigma gelatinosum ingår i släktet Melanostigma och familjen tånglakefiskar. Inga underarter finns listade i Catalogue of Life.